# Rudolf Chrobak
Rudolf Chrobak (Opava, 8 luglio 1843 – Vienna, 1º ottobre 1910) è stato un ginecologo austriaco.

## Biografia
Nel 1866 conseguì il dottorato di medicina presso l'Università di Vienna e lavorò come medico presso l'Ospedale Generale di Vienna e come assistente della clinica di Johann von Oppolzer (1808-1871). Nel 1880 divenne professore associato e nel 1889 successe a August Breisky (1832-1889) come professore e direttore della seconda Frauenklinik di Vienna, che mantenne fino al suo ritiro nel 1908. Con Friedrich Schauta (1849-1919), fu il responsabile della progettazione del nuovo reparto ospedaliero per la ginecologia a Vienna.

## Opere principali
- Die mikroskopische Anatomie des Uterus In: Salomon Stricker's "Handbuch der Lehre von den Geweben des Menschen und der Thiere" (1871-1873).
- Ueber bewegliche Niere und Hysterie.
- Die Erkrankungen der weiblichen Geschlechtsorgane (con Alfons von Rosthorn 1857-1909), 2 volumi 1896/1906. Incluso in "Handbuch der speciellen Pathologie und Therapie" di Carl Wilhelm Hermann Nothnagel (1841-1905).
- Untersuchungsmethoden und Gynäkologische Therapie, In: Pitha-Billroth- "Handbuch der Frauenkrankheiten".